# Societatea Vieții Divine
Societatea Vieții Divine (în engleză Divine Life Society; acronim DLS) este o organizație spirituală hindusă, fondată în 1936 de Swami Sivananda Saraswati în localitatea Muni Ki Reti de la periferia nordică a orașului Rishikesh (India). Ea are astăzi filiale în întreaga lume, sediul său central fiind situat la Rishikesh. De asemenea, mai mulți discipoli ai lui Swami Sivananda au înființat filiale și organizații independente în Mauritius, SUA, Australia, Canada, Malaysia, Africa de Sud, America de Sud și Europa.

## Istoric
Fondatorul acestei societăți, învățătorul spiritual indian Swami Sivananda (1887–1963), a beneficiat de o educație în stil occidental și a urmat studii de medicină la Colegiul Medical din Tanjore, pe care, contrar scrierilor hagiografice, nu le-a mai finalizat din cauza morții tatălui său și îmbolnăvirii mamei sale. Kuppuswami (cum a fost cunoscut inițial) a lucrat inițial ca asistent de farmacie la Madras (1907–1913), apoi ca medic pentru muncitorii indieni de pe o plantație de cauciuc din Malaya Britanică (1913–1920) și, ulterior, la Oficiul Medical Jahore (1920–1923). În perioada petrecută în Malacca a luat contact cu diferite tradiții religioase, a citit cărți despre yoga și teozofie și a fost inspirat de revoluția spirituală a învățăturilor vedice declanșată de Vivekananda (1863–1902). Interesat să ducă o viață spirituală, s-a întors în India pentru a vizita locurile de pelerinaj. A sosit pentru prima oară la Rishikesh în anul 1924; el a descris orașul în autobiografia sa ca un loc sfânt unde trăiau Mahatma⁠(d) (asceți indieni care au atins un înalt nivel spiritual). Orașul Rishikesh nu era în acea vreme un centru de pelerinaj (tīrtha), dar era, în schimb, un loc de pornire către mai multe locuri de pelerinaj ale credincioșilor hinduși și, prin urmare, treceau anual pe aici mii de pelerini. Kuppuswami l-a întâlnit acolo pe gurul Sri Swami Vishvananda Saraswati, care l-a inițiat în practica yoga și i-a dat numele Sivananda Saraswati, după acceptarea unei vieți de renunțare la plăcerile lumești (sannyasa⁠(d)). Devenit călugăr, Sivananda a dus o viață de austeritate cu ore lungi de studiu și meditație și a călătorit prin nordul Indiei, atrăgând la începutul anilor 1930 un număr mare de discipoli.

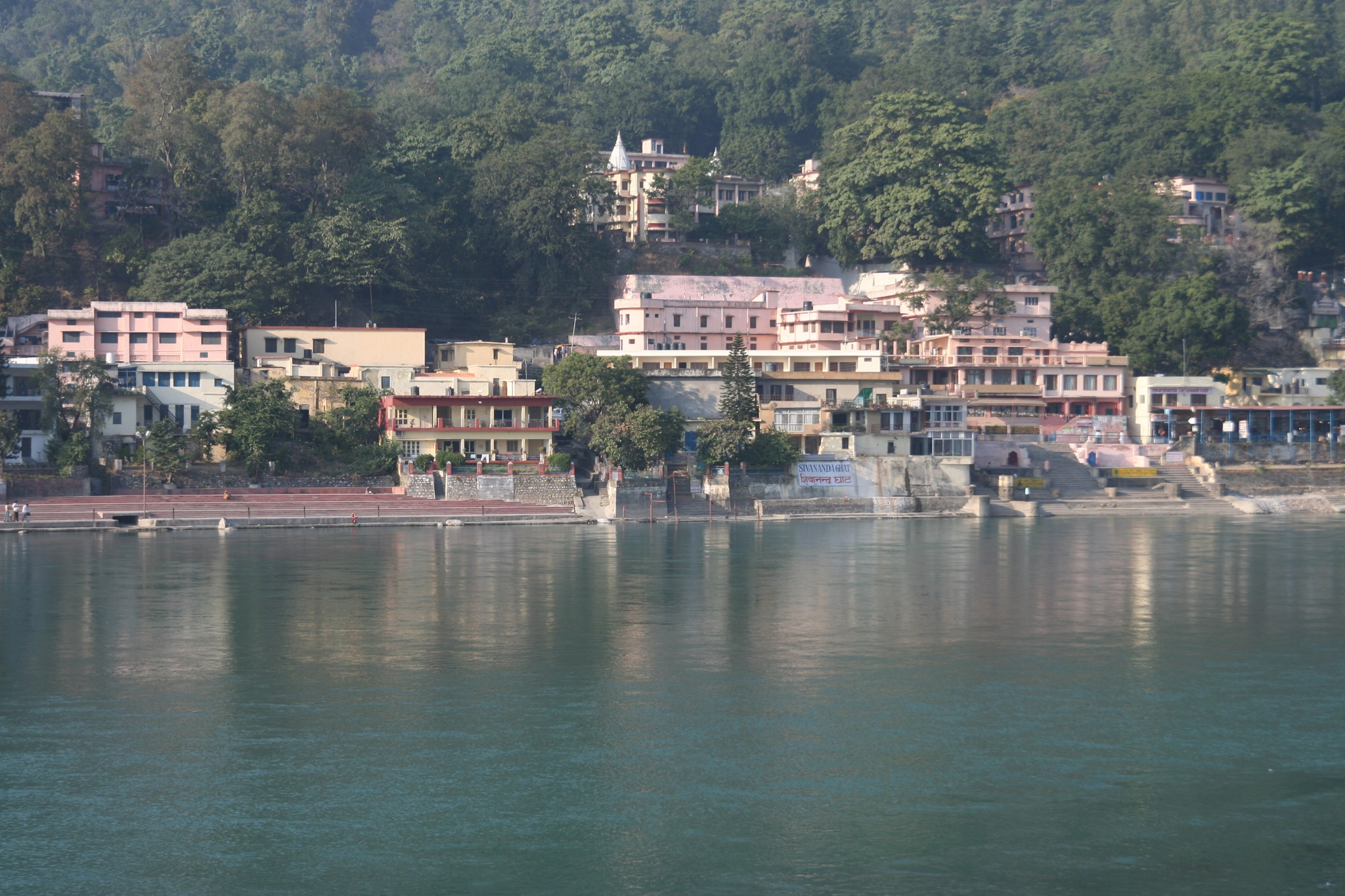
Ashramul lui Swami Sivananda din Rishikesh (sus) și kutiar-ul său (dedesubt), situate pe malul Gangelui.

În octombrie 1933, după ce s-a întors dintr-un pelerinaj, Sivananda s-a stabilit la Rishikesh, în ashramul Swarg de pe malul stâng al Gangelui, de unde s-a mutat în martie 1934 într-un grajd părăsit de pe celălalt mal, care a devenit ashramul său. Câțiva discipoli, care doreau să trăiască în apropierea lui, l-au urmat și au trăit acolo în condiții grele. Doi ani mai târziu, la 13 ianuarie 1936, Sivananda a înființat acolo Fundația Vieții Divine (The Divine Life Trust Society, transformată din rațiuni juridice în Societatea Vieții Divine la 16 aprilie 1939) pentru „a-și desfășura mai departe în mod sistematic, Misiunea Divină pe scară largă”. Motto-ul societății este „Serve, Love, Meditate, Realise”, ceea ce indică faptul că învățătura lui Sivananda integra karma yoga, bhakti yoga, raja yoga și jnana yoga.
Într-un articol intitulat „Divine Life Movement”, Sivananda descria momentul înființării societății ca o „conjuctură critică” când „studenții au devenit nereligioși, ei și-au pierdut încrederea în religie și, sub influența Științei, au neglijat Dharma și au început să fumeze și să parieze, fetele au devenit interesate de modă, funcționarii au deveni materialiști, sănătatea oamenilor s-a înrăutățit, oamenii au respins scripturile, iar materialismul a devenit tot mai influent”. Învățătura Societății Vieții Divine era „o chintesență a învățăturilor tuturor religiilor și a tuturor sfinților și profeților lumii”, incluzând, prin urmare, principiile tuturor religiilor și cultelor pentru a-i conduce pe oameni către calea spirituală. Societatea Vieții Divine nu avea, potrivit lui Sivananda, „doctrine secrete, componente ezoterice sau cercuri interioare”, ci era o organizație spirituală deschisă tuturor oamenilor.
La cererea lui Sivananda, regele statului indian Tehri Garhwal i-a acordat un teren pentru construirea ahramului. Sivananda a înființat acolo Yoga Vedanta Forest University (redenumită ulterior Yoga Vedanta Forest Academy) și a început să publice o revistă cu frecvență lunară pentru a-și răspândi ideile spirituale. La începutul anilor 1940 au fost construite pe teritoriul ashramului o sală de ceremonii (bhajan hall) și un templu dedicat lui Vishwanath („Stăpânul Universului”, un epitet al zeului Shiva). Organizația a desfășurat, de asemenea, o activitate caritabilă, înființând un spital în care erau tratați bolnavii fără mijloace materiale atât prin practici medicale occidentale, cât și prin practica medicală indiană Ayurveda.
Mai multe filiale ale societății au fost stabilite în anii următori atât în India, cât și în străinătate. Astfel, Swami Vishnudevananda⁠(d) (1927–1993) s-a mutat în Canada și a fondat o rețea internațională de Sivananda Yoga Vedanta Centres în mai multe regiuni ale Americii de Nord, Swami Satchidananda⁠(d) (1914–2002) s-a stabilit în Statele Unite ale Americii și a înființat sistemul Integral Yoga⁠(d), iar Swami Sahajananda⁠(d) (1925–2007) și-a început activitatea în Africa de Sud în anul 1949, înființând un ashram și o editură în suburbia Reservoir Hills⁠(d) a orașului Durban.
După moartea lui Sivananda, în 1963, conducerea societății a fost preluată de Swami Chidananda⁠(d) (1916–2008), unul dintre discipolii apropiați ai fondatorului, care a îndeplinit funcția de președinte al DLS din august 1963 până în 28 august 2008. Un alt discipol, Swami Krishnananda (1922–2001), a fost secretar general al societății la Rishikesh din 1958 până în 2001.

## Obiective

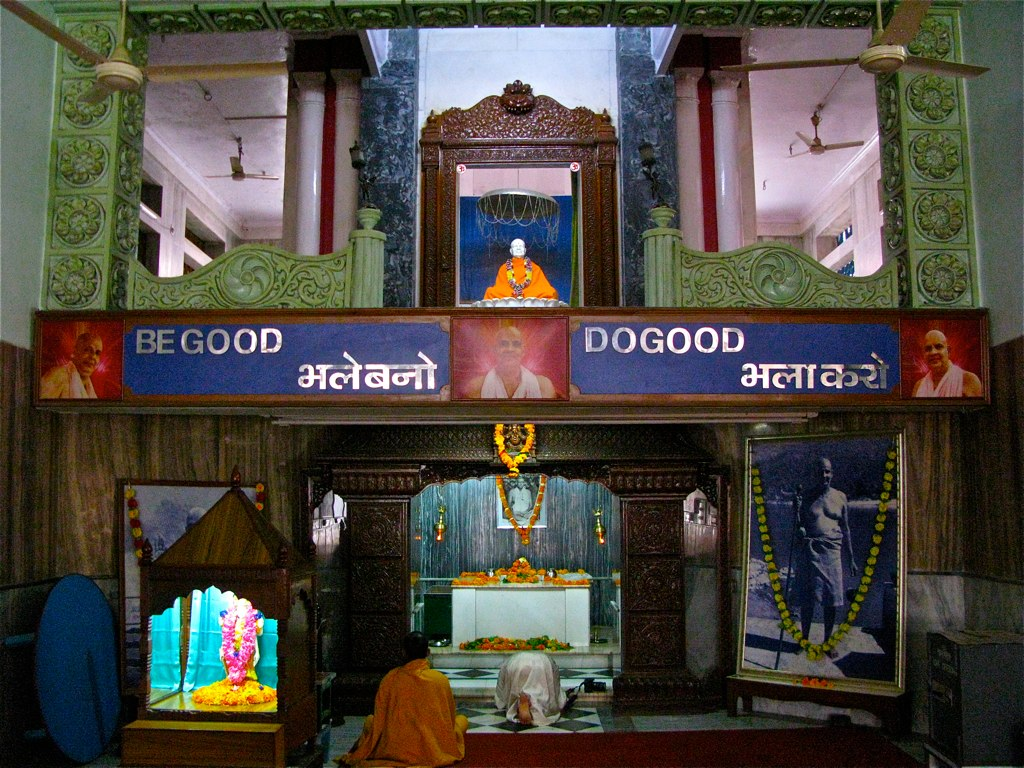
Interioarele templului Sivananda Samadhi, Societatea Vieții Divine, Muni Ki Reti, Rishikesh

Scopul societății este răspândirea cunoștințelor spirituale în următoarele moduri:
- publicarea de cărți, broșuri și reviste despre Yoga și Vedanta⁠(d)
- organizarea și susținerea de conferințe și prelegeri pe teme spirituale (Satsang⁠(d)) precum Upanișadele[7]
- înființarea de centre de pregătire pentru practicarea meditației și asanelor yoga[7]
- stimularea aspiranților să-și dezvolte viața spirituală printr-o pregătire sistematică în yoga și filozofie
- înființarea de dispensare și organizații caritabile[7]
- conservarea tradițiilor vechi și practicilor culturale din India

## Departamente

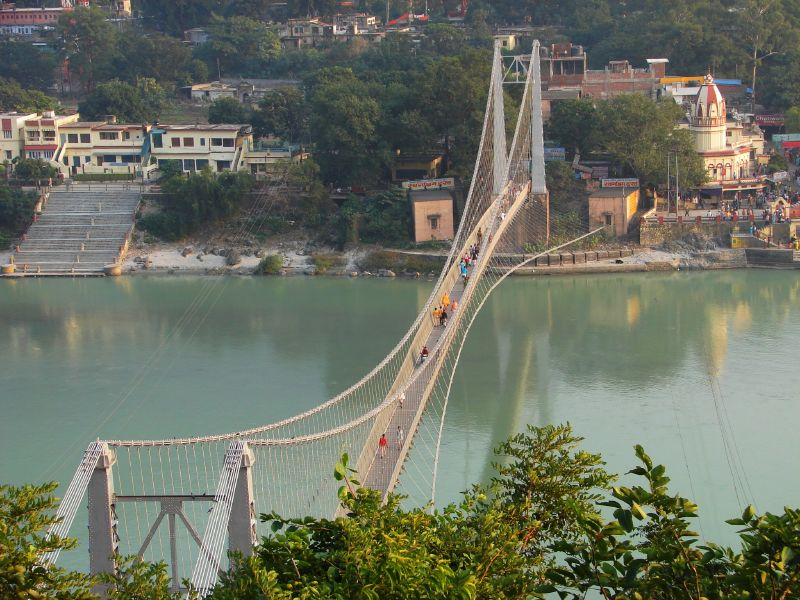
Podul Sivananda Jhula peste Gange de la Muni Ki Reti, construit în anii 1980, aproape de kutiar-ul lui Swami Sivananda

- Ashramul Sivananda este sediul Societății Vieții Divine.[7]
- Yoga-Vedanta Forest Academy îi instruiește pe cei interesați în practica yoga ca disciplină generală pentru integrarea personală, precum și pentru bunăstarea umană.[7]
- Yoga-Vedanta Forest Academy Press tipărește cărțile spirituale și culturale, precum și reviste și alte publicații ale Societății Vieții Divine.
- Sivananda Publication League este departamentul editorial al Societății Vieții Divine.
- The Free Literature Section distribuie gratuit cărți și alte publicații către persoanele interesate din întreaga lume.
- Sivananda Charitable Hospital oferă publicului servicii medicale gratuite și organizează periodic în mod gratuit tabere de ajutor medical.
- Sivananda Home se ocupă cu furnizarea de hrană și îmbrăcăminte și cu acoperirea nevoilor medicale ale pacienților săraci.

## Filiale
Societata are filiale în Australia, Canada, Malaysia, Africa de Sud și Trinidad și Tobago.